# Batuque (Cabo Verde)
O Batuque (Batuku ou Batuk em crioulo cabo-verdiano) é um género musical, um património cultural e um género de dança de Cabo Verde.

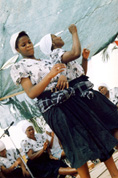
Batucadeiras do Bairro 6 de Maio, Damaia, no início da década de 1990.

## Como género musical
Como género musical, o batuque caracteriza-se por ter um andamento moderado, um compasso de 6/8 ou 3/4, e tradicionalmente ser apenas melódico, isto é, ser apenas cantado, sem acompanhamento polifónico. Comparado com os outros géneros musicais de Cabo Verde, o batuque estrutura-se no canto-resposta, e é o único que apresenta uma polirritmia. De facto, analisando o ritmo, descobre-se que o mesmo é uma sobreposição de um ritmo de 3 tempos sobre um ritmo de 2 tempos.

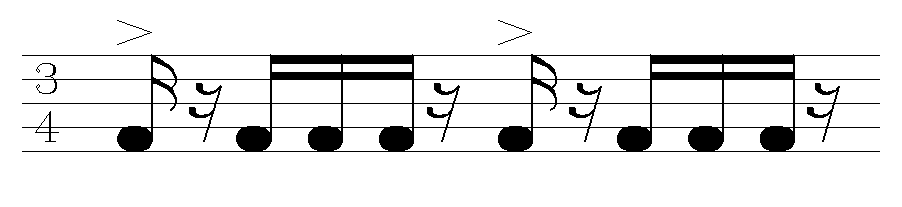
Modelo rítmico do batuque, ± 112 bpm.

Na sua forma tradicional, o batuque organiza-se como se fosse um crescendo orquestral. Tem dois movimentos (se é que se pode chamá-los assim):
Antigamente, a introdução da peça musical era feito com o instrumento cimboa (cordofone da família dos alaúdes), que fornecia a linha melódica base, mas atualmente o seu uso está praticamente extinto. O primeiro movimento é chamado, em crioulo, de galion. Neste movimento, uma das executantes (chamadas batukaderas), efectua um batimento polirrítmico, enquanto que as restantes executantes efectuam um batimento de dois tempos, batendo palmas ou batendo num pano. A cantora solista (chamada kantadera proféta) entoa uma melopeia que logo a seguir é repetida (chamado ronka baxon) em uníssono pelas restantes cantoras (chamadas kantaderas di kunpanha). Esses versos, provérbios improvisados, que abordam temas diversos do quotidiano desde o louvar a certas personalidades até críticas sociais, são chamados finason. Essa estrutura de canto-resposta continua até o segundo movimento.
O segundo movimento é chamado txabéta. Este movimento corresponde a um clímax orquestral, em que todas as executantes efectuam o mesmo batimento polirrítmico em uníssono, e todas as cantoras efetuam o mesmo verso em uníssono, funcionando como refrão.
Modernamente, o batuque tem sido composto de outra forma por compositores recentes. A música apoia-se num suporte polifónico (sequência de acordes), e apresenta uma estrutura similar aos outros géneros musicais de Cabo Verde, em que as estrofes musicais vão alternando com um refrão.

## Como dança
Como dança, o batuque tradicional desenrola-se segundo um ritual preciso.
Numa sessão de batuque, um conjunto de intérpretes (quase sempre unicamente mulheres) organizam-se, havendo uma solista e um coro que desempenha a função de resposta, num cenário chamado terreru. Esse cenário não tem de ser um lugar específico, pode ser um quintal de uma casa ou no exterior, numa praça pública, por exemplo.
A peça musical começa com as executantes (que podem ou não ser simultaneamente batukaderas e kantaderas) desempenhando o primeiro movimento, enquanto que uma das executantes dirige-se para o interior do círculo para efectuar a dança. Neste primeiro movimento a dança é feita apenas com o oscilar do corpo, com o movimento alternado das pernas a marcar o tempo forte do ritmo.
No segundo movimento, enquanto as executantes interpretam o ritmo e o canto em uníssono, a executante que está a dançar muda a dança. Neste caso, a dança (chamada da ku tornu) é feita com um requebrar das ancas, conseguido através de flexões rápidas dos joelhos, acompanhando o ritmo.
Quando a peça musical acaba, a executante que estava a dançar retira-se, outra vem substituí-la, e inicia-se uma nova peça musical. Estas interpretações podem arrastar-se por horas.

## História
A expressão musical-coreográfica Batuque, é encontrado na ilha de Santiago, com características padrões, desde o século XVIII, sendo provavelmente o género mais antigo de Cabo Verde. A mais antiga referência encontrada é uma proibição datada de setembro de 1772, assinada pelo então governador Joaquim Salema de Saldanha Lobo:
Zambunas propiciam desordens à noite com tanto excesso, que chega a ser por todos os fins escandalozos a Deus, e de perturbação às Leys, e ao sucego público, prencipalmente por effeito da intemperança dos que se deichão esquecer delles”. (...) As sessões costumão concurer pessoas estranhas, ou que não pertencem a família de qualquer caza”.
.
Presentemente só se encontra na ilha de Santiago (Ilhas de Sotavento), e é na vila de Tarrafal onde se vive com mais intensidade este género musical. Todavia, há indícios que já existiu em todas as ilhas de Cabo Verde,.
Segundo Carlos Gonçalves, o batuque não seria um género musical transposto do continente africano. Seria a adaptação de alguma dança africana (qual?), que depois teria desenvolvido características próprias em Cabo Verde.
Durante a colonização portuguesa, o batuque foi considerado «nocivo aos bons costumes», sendo chamado pelo termos de «música de cafres» e «música de africano». Hostilizada pela administração colonial e pela Igreja, foi durante a política do Estado Novo que essa repressão foi mais forte. O batuque chegou a ser proibido nos centros urbanos, e chegou a estar moribundo a partir dos anos 50.
Depois da independência houve um interesse em ressurgir certos géneros musicais, passando a ser valorizada com outras tradições populares. Nos anos 90 que o batuque teve um verdadeiro renascimento, com jovens compositores (Orlando Pantera, Tcheka, Vadú, etc.) fazendo trabalhos de pesquisa e conferindo uma nova forma ao batuque, sendo interpretado por também jovens cantores (Lura, Mayra Andrade, Nancy Vieira, etc.).
A partir da década de 90, encontra-se com frequência na imprensa e outras fontes, dados sobre este género como representação artística de Cabo Verde, na programação oficial em eventos culturais no estrangeiro, como por exemplo na Expo 92, em Sevilha, Espanha, no Festival of American Folklife, da Smithsonian Institution, em Washington DC, em 1995, e na Expo 98. até ser reconhecido como Património Cultural e Imaterial (PCI) Cabo-verdiano. Em 2019, numa altura em que residia em Lisboa, a estrela pop Madonna incluiu uma canção uma canção com proeminentes influências de batuque, "Batuka", no seu 14.º álbum de estúdio, Madame X. Tanto a canção como o videoclipe da mesma contam com a participação do grupo feminino Orquestra de BatuKadeiras de Portugal, que também participaram na digressão de promoção ao álbum, a Madame X Tour

## Significado
Antigamente, o batuque revestia-se de um significado social. Era desempenhado em dias santos, em certas ocasiões cerimoniais, em festas, antes e durante os casamentos. Há estudiosos que especulam que os movimentos de dança do batuque evocam o acto sexual, e o objetivo seria promover a fertilidade da noiva.[carece de fontes?]
Hoje em dia o batuque perdeu o seu significado original. Foi transformado num espectáculo de palco, e é desempenhado em actos oficiais, em festas ou é utilizado por certos grupos para dar um exemplo do folclore de Cabo Verde.

## Exemplos de batuques
- «Batuco» de Bulimundo
interpretado por Bulimundo no álbum «Batuco» (Ed. Black Power Records, Rotterdam, Ref. Lp 2233 — 1981)
- «Maria Júlia» de Gil Semedo
interpretado por Gil & The Perfects no álbum «Verdadi» (Ed. GIVA, ? — 1996)
- «Rabóita di Rubõ Manel» de Orlando Pantera
interpretado por Lura no álbum «Di korpu ku alma» (Ed. Lusáfrica, Paris — 2004)
- «Dispidida» de Orlando Pantera
interpretado por Mayra Andrade no álbum «Navega» (Ed. ?, ? — 2006)
- «Nha kumadri» de Lateral e Rolando Semedo
interpretado por Nancy Vieira no álbum «Lus» (Ed. HM Música, Lisboa — 2007)